# Saint-Brisson-sur-Loire
Saint-Brisson-sur-Loire – miejscowość i gmina we Francji, w Regionie Centralnym, w departamencie Loiret.
W 1135 roku Ludwik VI Gruby zdobył i spalił zamek Saint-Brisson-sur-Loire.
Według danych na rok 1990 gminę zamieszkiwało 1021 osób, a gęstość zaludnienia wynosiła 47 osób/km² (wśród 1842 gmin Regionu Centralnego Saint-Brisson-sur-Loire plasuje się na 388. miejscu pod względem liczby ludności, natomiast pod względem powierzchni na miejscu 600.).